# 深尾淳二
深尾 淳二（ふかお じゅんじ、1889年（明治22年）2月2日 - 1977年（昭和52年）10月17日）は、日本の生産技術者、造船技術者、及び航空技術者であり、とりわけ第二次世界大戦期の航空機開発における最重要人物の一人である。
九七式艦上攻撃機や九六式陸上攻撃機をはじめとする日本の主力軍用機に搭載されたエンジン「金星」の開発主導者として有名。

## 来歴・人物
1909年（明治42年）、東京高等工業学校（現・東京工業大学）機械科卒業後、同年、三菱合資会社神戸造船所入社。1926年、三菱造船株式会社長崎造船所を経て、1933年に三菱航空機株式会社名古屋製作所（翌年、三菱重工業株式会社名古屋航空機製作所に改名）に転勤。同航空発動機部門を率いた。

### 三菱造船所時代
当初は船舶用ディーゼル機関の研究・開発を主として担当しており、神戸造船所時代に発明した「深尾式メタリックパッキング」（1916年、特許取得）の功績により、深尾は三菱造船の表彰第1号となっている。この「深尾式メタリックパッキング」は舶用・陸用の各機関で使用され、戦前において一社員の発明品がこれほどの多大なる利益を上げることはきわめて異例であった。

### 名古屋航空機製作所時代及び「金星」開発
名古屋航空機製作所（名航）に配属して以降は、一貫して航空エンジンの研究・開発に従事する。
当時の名航航空発動機部門は、相次ぐエンジン開発の不振の真っ只中で、しばし産業界からは「三菱の発動機はどこへ行く」と嘲笑されるほどの混迷期にあった。
自身が技術者であり、現場を統括する経営者でもあった深尾は、エンジンの技術的問題の解決のみならず、「世界一のエンジン」をスローガンに掲げ経営･生産システムの大幅な改革を実行した。この結果、その主力を水冷式から空冷式へと移行し、1934年12月、深尾は軍部の介入を抜きにした三菱独自の新エンジンA8の設計に着手する。1935年3月、全く独創的な開発手順により、A8は設計着手からわずか4ヶ月というスピードでその実機が完成し、深尾自身によって「金星」と命名された。
その後、幾度にも及ぶ試験運転や耐久試験が繰り返され、多くの改良が施されてゆき、金星3型（A8a）として海軍航空技術廠の厳しい審査を優秀な成績で通過した。この金星3型（A8a）は1936年、96台を受注し、斯くして三菱の航空エンジンはその混迷期から脱却した。
その後も、深尾の率いるプロジェクトチームにより性能向上が図られ、金星40型（A8c）が完成した。翌1937年、このエンジンは金星4型として海軍の正式採用を受け、直ちに380台という異例の大量受注をした。なお、この金星4型（A8c）は、1939年、九六式陸攻を旅客型に改造した毎日新聞社の飛行機「ニッポン号」のエンジンとして日本初の世界一周飛行を成し遂げ、国内外にその性能と技術力の高さを知らしめた。毎日新聞社では当初、不測の事態を考慮し交換用の予備エンジン2台を経由地ロンドンに送っていたが、結局日本を出発してから帰還までナット1つたりとも取り替えることはなかったと言う。
「金星」は、続いて開発されるエンジン「火星」及び「瑞星」のベースとなった。

### 歴任した主な役職など
三菱重工業株式会社名古屋発動機製作所長（1938年）、三菱重工業株式会社名古屋金属工業所長（兼任）（1940年）、三菱重工業株式会社取締役（1941年）、三菱重工業株式会社常務取締役（1943年）などを歴任し、1946年12月に退任。
戦後は公職追放を経て、東洋陶器株式会社顧問、日本特殊陶業株式会社取締役、旭可鍛鉄株式会社顧問、東日本重工業株式会社取締役、三菱重工業株式会社顧問、三菱レイヨン株式会社顧問などを歴任した。
1977年10月17日、逝去。